# گربه رمیده

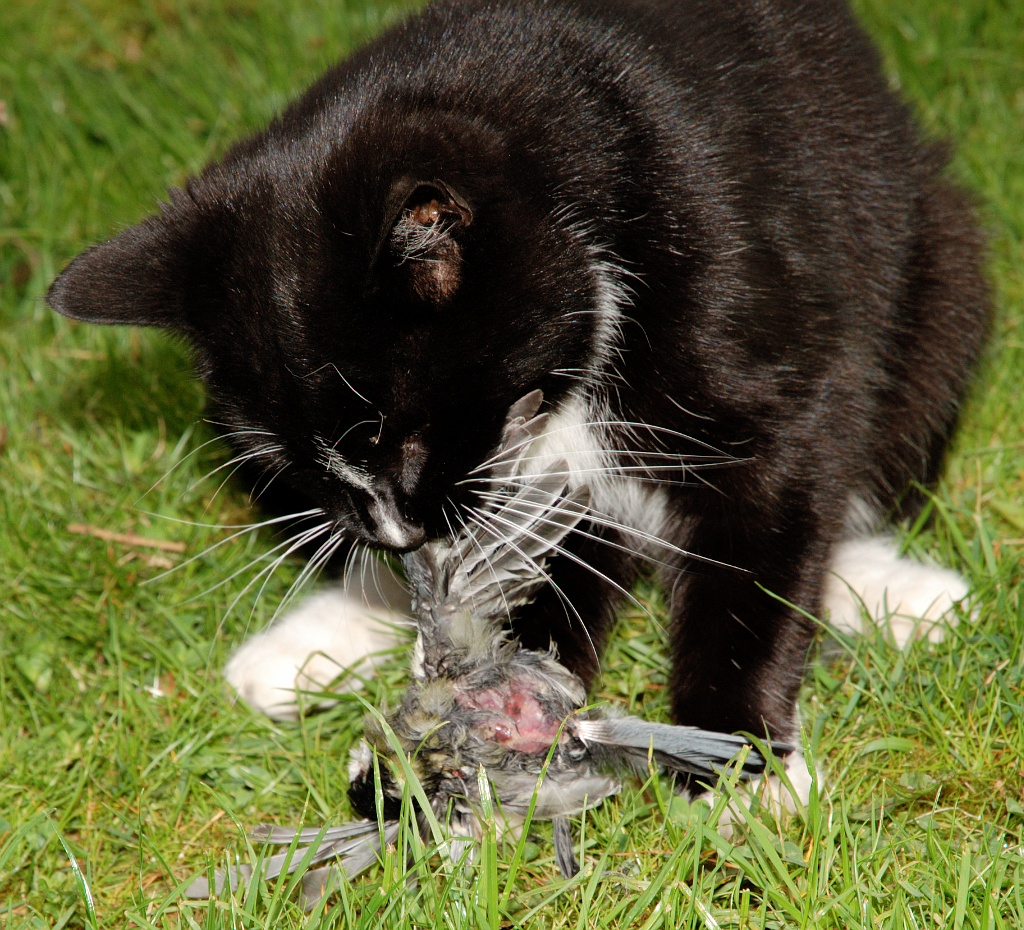
گربه‌ای رمیده در حال خوردن یک پرنده پس از شکار کردنش

گربهٔ رمیده گربه‌ای اهلی است که به طبیعت و حیات وحش بازگشته باشد. این گربه‌ها با گربه‌های خیابانی از آن رو تفاوت دارند که گربه‌های خیابانی اغلب گربه‌هایی هستند که رها یا گم شده‌اند، در حالی که گربه‌های رمیده در حیات وحش به دنیا می‌آیند و ارتباطی با انسان‌ها ندارند.
معمولاً تلاش‌های زیادی در کشورها برای کنترل جمعیت گربه‌های رمیده به روش‌های گوناگون صورت می‌گیرد.
گربه‌های رمیده با ورود به حیات وحش می‌توانند گونه مهاجم شوند و حیات گونه‌های بومی منطقه را تحت تأثیر قرار دهند. برای نمونه، در استرالیا گربه‌های رمیده با شکار جانوران وحشی و کیسه‌داران ریزجثه باعث ایجاد خطر انقراض برای بسیاری از این گونه‌ها شده‌اند. در کشور استرالیا، تعداد زیادی از گربه‌های رمیده برای نجات بزرگ‌گوش‌های در معرض انقراض به وسیلهٔ دولت کشته شده‌اند.

## پراکندگی و جمعیت

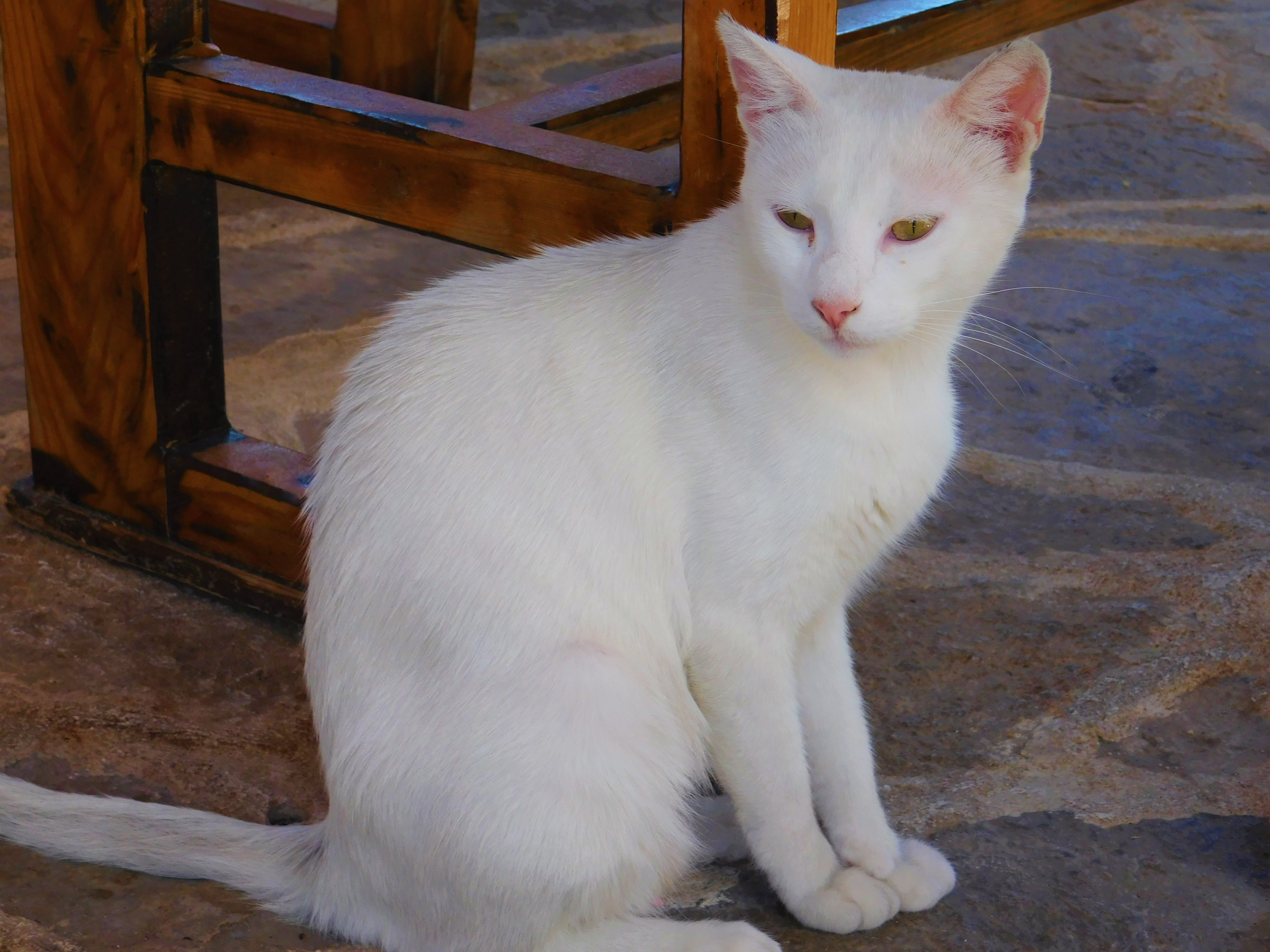
گربه‌ رمیده در رستوران واقع در دِراشنیس.

گربه‌های رمیده در همه قاره‌ها به جز جنوبگان زندگی می‌کنند. جمعیت این گربه‌ها در سراسر دنیا ۱۰۰ میلیون تخمین زده شده است. این گربه‌ها در بسیاری از جزیره‌ها نظیر جزایر هاوایی نیز یافت می‌شوند که در این صورت گونه مهاجم می‌باشند. بنا بر آزمون‌های ژنتیکی این گربه‌ها اصالتاً اروپایی هستند و به کمک کشتی‌های تجاری در قرن نوزدهم به این مکان آورده شده‌اند.

## سلامت

### تغذیه
گربه‌های رمیده معمولاً از زباله تغذیه می‌کنند. آن‌ها همچنین از حیوانات کوچکی که شکار می‌کنند یا لاشه حیوانات مرده نیز تغذیه می‌کنند. به نظر می رسد این گربه‌ها اثر زیادی بر حیات وحش داشته باشند. برای مثال، در ایالات متحده گربه‌های رمیده سالانه یک تا چهار میلیارد پرنده و ۶ تا ۲۲ میلیارد پستاندار را شکار می‌کنند.

### طول عمر
این گربه‌ها بدون پشتیبانی انسان‌ها میزان مرگ و میر بالایی دارند. حدود ۵۰ درصد آن‌ها در سال اول زندگی می‌میرند. آن‌هایی که به بلوغ می‌رسند نیز به‌طور متوسط کمتر از دو سال عمر می‌کنند. با این حال، با پشتیبانی انسان‌ها این گربه‌ها می‌توانند عمری طولانی داشته باشند، تا جایی که به صورت طبیعی و بر اثر کهولت سن بمیرند.